# Montes di Io
Segue una lista dei montes presenti sulla superficie di Io. La nomenclatura di Io è regolata dall'Unione Astronomica Internazionale; la lista contiene solo formazioni esogeologiche ufficialmente riconosciute da tale istituzione.
I montes di Io portano i nomi di personaggi e luoghi legati al mito di Io, di luoghi dell'Inferno dantesco o di altre strutture superficiali poste nelle vicinanze.

## Prospetto
| Mons            | Eponimo                                                                                                | Latitudine | Longitudine | Diametro  |
| --------------- | --- | ---------- | ----------- | --------- |
| Antenora Mons   | Antenora - La seconda zona del Cocito descritta nel trentaquattresimo canto dell'Inferno.              | 84,90° N   | 333,65° W   | 122 km    |
| Boösaule Montes | Bosaule - La caverna ove Io partorì Epafo.                                                             | 3,75° S    | 269,11° W   | 540 km    |
| Caucasus Mons   | Caucaso - Regione attraversata da Io in fuga dal tafano.                                               | 31,95° S   | 238,48° W   | 146,6 km  |
| Cocytus Montes  | Cocito - Il lago ghiacciato descritto nel trentaquattresimo canto dell'Inferno.                        | 60,98° N   | 331,67° W   | 542 km    |
| Crimea Mons     | Crimea - Regione attraversata da Io in fuga dal tafano.                                                | 75,4° S    | 243,35° W   | 138,56 km |
| Dis Mons        | Dite - La città murata descitta nell'ottavo canto dell'Inferno.                                        | 70,89° N   | 318,02° W   | 150 km    |
| Dorian Montes   | Dorica - Regione dell'antica Grecia.                                                                   | 25,1° S    | 196,69° W   | 566,21 km |
| Egypt Mons      | Egitto - Il luogo ove la fuga di Io ha fine.                                                           | 41,56° S   | 256,97° W   | 218,54 km |
| Euboea Montes   | Eubea - Regione attraversata da Io in fuga dal tafano.                                                 | 47,94° S   | 335,78° W   | 274,91 km |
| Euxine Mons     | Euxeinos Pontos - Il nome dato dagli antichi greci al Mar Nero attorno a cui avviene la fuga di Io.    | 26,32° N   | 126,44° W   | 282,13 km |
| Gish Bar Mons   | Gish Bar - Dio del sole nella mitologia babilonese. Derivato dalla vicina Gish Bar Patera.             | 18,5° N    | 88,95° W    | 218,54 km |
| Haemus Montes   | Haemus Mons - Il nome dato dagli antichi greci ai Monti Balcani attraversati da Io in fuga dal tafano. | 70,12° S   | 46,61° W    | 331,26 km |
| Hiʻiaka Montes  | Hiʻiaka - Sorella della dea Pele nella mitologia hawaiana. Derivato dalla vicina Hiʻiaka Patera.       | 4,68° S    | 81,96° W    | 500 km    |
| Ionian Mons     | Ionia - Antica regione dell'Anatolia.                                                                  | 9,04° N    | 236,24° W   | 193,33 km |
| Monan Mons      | Monan - Divinità distruttrice nella mitologia brasiliana. Derivato dalla vicina Monan Patera.          | 15,54° N   | 104,2° W    | 293,77 km |
| Mongibello Mons | Mongibello - Antico nome dell'Etna usato da Dante nel XIV canto dell'Inferno.                          | 22,67° N   | 67,05° W    | 214,57 km |
| Nile Montes     | Nilo - Fiume sulle cui rive Zeus restituì ad Io sembianze umane.                                       | 53,65° N   | 250,46° W   | 417 km    |
| Ot Mons         | Ot - Dea del fuoco e del matrimonio nella mitologia mongola. Derivato dalla vicina Ot Patera.          | 4,28° N    | 215,76° W   | 167,38 km |
| Pillan Mons     | Pillan - Dio del fuoco e del tuono nella mitologia dei Mapuche. Derivato dalla vicina Pillan Patera.   | 8,02° S    | 245,41° W   | 201,09 km |
| Rata Mons       | Rātā - Dio del Sole nella mitologia dei Maori. Derivato dalla vicina Rata Patera.                      | 36,4° S    | 201,26° W   | 167,87 km |
| Seth Mons       | Seth - Dio del deserto nella religione egizia. Derivato dalla vicina Seth Patera.                      | 10,76° S   | 134,13° W   | 128,02 km |
| Shamshu Mons    | Shamshu - Dea del sole nella mitologia araba. Derivato dalla vicina Shamshu Patera.                    | 12,04° S   | 71,41° W    | 210 km    |
| Silpium Mons    | Silpio - Luogo della morte di Io.                                                                      | 52,62° S   | 272,35° W   | 114,5 km  |
| Skythia Mons    | Scizia - Regione attraversata da Io in fuga dal tafano.                                                | 26,33° N   | 97,81° W    | 249,62 km |
| Tohil Mons      | Tohil - Dio del fuoco nella mitologia dei popoli precolombiani. Derivato dalla vicina Tohil Patera.    | 28,42° S   | 161,57° W   | 433,44 km |
| Zal Montes      | Zal - Dio del sole nella mitologia iraniana. Derivato dalla vicina Zal Patera.                         | 38,43° N   | 77,18° W    | 436 km    |